# 2005年のアメリカグランプリ (ロードレース)
2005年のアメリカグランプリは、ロードレース世界選手権の2005年シーズン第8戦として、7月8日から10日までアメリカ合衆国カリフォルニア州のラグナ・セカで開催された。

## 概要
1994年を最後に開催が止まっていたラグナ・セカでのアメリカGPが、この年11年ぶりに復活した。かつてレースがおこなわれていた125ccクラス・250ccクラスは、カリフォルニアの州法で2ストロークエンジンが制限されているために開催されず、4ストロークのMotoGPクラスのみの開催となった。
決勝レースでは、初のポールポジションからスタートしたレプソル・ホンダのニッキー・ヘイデンがトップのまま逃げ切り、初優勝を地元GPで遂げた。続いて2位にはコーリン・エドワーズ、3位にバレンティーノ・ロッシと、今回ヤマハ創立50周年記念のスペシャルデザインのマシンで出場した2人が続いた。ポイントランキング2位のマルコ・メランドリは転倒リタイヤに終わり、ロッシとの差は79ポイントに広がった。

## MotoGPクラス決勝結果
| 順位 | ライダー               | マニュファクチャラー | タイム/リタイヤ | グリッド | ポイント |
| ---- | ---------------------- | -------------------- | --------------- | -------- | -------- |
| 1    | ニッキー・ヘイデン     | ホンダ               | 45:15.374       | 1        | 25       |
| 2    | コーリン・エドワーズ   | ヤマハ               | +1.941          | 5        | 20       |
| 3    | バレンティーノ・ロッシ | ヤマハ               | +2.312          | 2        | 16       |
| 4    | マックス・ビアッジ     | ホンダ               | +4.216          | 7        | 13       |
| 5    | セテ・ジベルナウ       | ホンダ               | +4.478          | 13       | 11       |
| 6    | トロイ・ベイリス       | ホンダ               | +22.381         | 4        | 10       |
| 7    | 玉田誠                 | ホンダ               | +22.493         | 9        | 9        |
| 8    | ジョン・ホプキンス     | スズキ               | +23.148         | 6        | 8        |
| 9    | 中野真矢               | カワサキ             | +23.625         | 10       | 7        |
| 10   | ロリス・カピロッシ     | ドゥカティ           | +26.123         | 14       | 6        |
| 11   | ルーベン・チャウス     | ヤマハ               | +43.512         | 16       | 5        |
| 12   | アレックス・ホフマン   | カワサキ             | +50.957         | 15       | 4        |
| 13   | トニ・エリアス         | ヤマハ               | +51.343         | 17       | 3        |
| 14   | ケニー・ロバーツJr.    | スズキ               | +1:13.749       | 12       | 2        |
| 15   | シェーン・バーン       | プロトン             | +1:24.256       | 19       | 1        |
| 16   | ジェームス・エリソン   | ブラータ             | +1:24.524       | 20       |          |
| 17   | フランコ・バッタイーニ | ブラータ             | +1 Lap          | 21       |          |
| Ret  | ロベルト・ロルフォ     | ドゥカティ           | 棄権            | 18       |          |
| Ret  | カルロス・チェカ       | ドゥカティ           | 棄権            | 8        |          |
| Ret  | マルコ・メランドリ     | ホンダ               | 棄権            | 11       |          |
| Ret  | アレックス・バロス     | ホンダ               | 棄権            | 3        |          |